# Renealmia chalcochlora
Renealmia chalcochlora är en enhjärtbladig växtart som beskrevs av Karl Moritz Schumann. Renealmia chalcochlora ingår i släktet Renealmia och familjen Zingiberaceae.
Artens utbredningsområde är Colombia. Inga underarter finns listade i Catalogue of Life.